# غرهام بيلبي
غرهام بيلبي (بالإنجليزية: Grahame Bilby)‏ هو لاعب كرة قدم ولاعب كريكت نيوزيلندي في مركز الدفاع، ولد في 7 مايو 1941 في نيوزيلندا. شارك مع منتخب نيوزيلندا لكرة القدم ومنتخب نيوزيلندا للكريكت. أما مع النوادي، فقد لعب مع ويلينغتون يونايتد ‏.

## وصلات خارجية
- غرهام بيلبي على موقع إي آس بي آن كريك إنفو (الإنجليزية)
- غرهام بيلبي على موقع الاتحاد الدولي (مؤرشف)  (الإنجليزية)